# Autópálya-rendőrség
Az autópálya-rendőrség az autópályákat ellenőrző rendőri egységek elnevezése. Európa több országában szervezetileg elkülönül a helyi rendőri szervektől, máshol csupán a helyi rendőrségek keretén belül működnek ilyen egységek.

## Magyarországon
Magyarországon 2004-től 2008-ig a Rendészeti Biztonsági Szolgálat (REBISZ) kötelékébe tartozott az autópálya-rendőrség, amely a helyi rendőrkapitányságoktól független, önálló országos hatáskörű rendőri szerv. A REBISZ Autópálya-rendőrségnek körülbelül 280 tagja volt, akik országszerte teljesítettek szolgálatot a magyarországi autópályákon, külön, az autópályák közelében elhelyezkedő rendőrállomásokon. A szervezet feladata az autópályákon közúti ellenőrzések végzése volt: a sebességmérés, a spontán igazoltatás és a sofőrök alkoholszondáztatása, kiszűrendő a gyorshajtókat és az ittas vezetőket, illetve az autópályákon történt baleseteknél való helyszínelés, ezekkel kapcsolatos nyomozás, szükség esetén forgalomirányítás és/vagy -elterelés.
Mivel akkoriban sok olyan közúti baleset történt az autópályákon, melyekhez a helyi rendőrkapitányságok egységei hamarabb értek ki, mint a független autópálya-rendőrség emberei, a rendőri vezetők között felmerült az elképzelés, miszerint a REBISZ Autópálya-rendőrséget fel kellene oszlatni, az alkalmazásában álló személyeket és a rendelkezésére álló felszerelést pedig szét kellene osztani a helyi kapitányságok között, egyúttal a szerv hatáskörét is átruházva rájuk. 
A REBISZ megszűnésével az autópálya-rendőrség alosztályai visszakerültek a megyei főkapitányságok irányítása alá.